# Alsted Sogn (Morsø Kommune)
 For alternative betydninger, se Alsted Sogn. (Se også artikler, som begynder med Alsted Sogn)
Alsted Sogn er et sogn i Morsø Provsti (Aalborg Stift).
Alsted Sogn havde indtil 1885 Bjergby Sogn som anneks, derefter Sønder Dråby Sogn. Alle 3 sogne hørte til Morsø Nørre Herred i Thisted Amt. Sognekommunen fulgte den gamle annektering og hed stadig Alsted-Bjergby. Den blev ved kommunalreformen i 1970 indlemmet i Morsø Kommune.
I Alsted Sogn ligger Alsted Kirke.
I sognet findes følgende autoriserede stednavne:
- Alsted (bebyggelse, ejerlav)
- Skarum (bebyggelse, ejerlav)
- Årnakke (bebyggelse)